# Teatro Coronet
The Coronet Theatre, anteriormente The Print Room, es un teatro del Off West End ubicado en el antiguo Coronet Cinema de Londres. Nació como teatro en 1898; la empresa moderna se fundó en Westbourne Grove, al oeste de Londres, y abrió sus puertas en septiembre de 2010.  Produce una programación de teatro, arte, danza, poesía, cine y música. El teatro está dirigido por la directora artística Anda Winters.
Actualmente opera utilizando el auditorio principal de 195 asientos y un espacio de estudio y teatro de caja negra más pequeño de 100 asientos llamado The Print Room.
Presenta obras menos conocidas de autores clásicos como TS Eliot, Arthur Miller y Harold Pinter, y nuevas obras de dramaturgos contemporáneos como Brian Friel y Will Eno.

## Historia

### Orígenes
Fue diseñado como teatro por el destacado arquitecto WGR Sprague a un costo de £ 25,000 y se inauguró en 1898. Fue descrito en The Era como un "teatro del que todo el país puede estar orgulloso". Los actores famosos que actuaron en el teatro en sus primeros días incluyeron a Ellen Terry y Sarah Bernhardt. Sin embargo, sufría por estar fuera del distrito teatral tradicional londinense del West End, mientras estaba lo suficientemente cerca de ese distrito (a diferencia de otros teatros provinciales) para encontrarse en competencia con él.

### Cambiar al cine
En 1916, las películas se proyectaron en el teatro por primera vez, como parte de programas de variedades que mezclaban actuaciones en vivo y filmadas.
En 1923, se convirtió en un cine a tiempo completo y la capacidad se redujo de 1.143 a 1.010 asientos, pero conservó, como aún lo hace, su interior de teatro original, que consta de platea y dos niveles superiores (un círculo de vestir y una galería). Sin embargo, los palcos a cada lado del auditorio, junto al escenario, fueron retirados en 1931. El escenario se bloqueó y la pantalla de cine se colocó dentro del arco del proscenio. El equipo de proyección estaba alojado en el antiguo bar del círculo de vestimenta.
En 1931, el cine pasó a formar parte de Gaumont British, y fue en este momento cuando se retiraron los palcos. En 1950 pasó a llamarse Gaumont y la grada superior se cerró para los asientos, por lo que el aforo se redujo a 196 en la platea y 319 en la platea, un total de 515.
En 1972, la Organización Rank (que se había hecho cargo de Gaumont) propuso demoler el edificio, pero una campaña local basada en su mérito arquitectónico y su interesante historia aseguró su supervivencia y, de hecho, su restauración. En 1977, Rank lo vendió a un operador de cine independiente y su nombre volvió a ser Coronet. Los nuevos propietarios reemplazaron los asientos en la platea para brindar más espacio para las piernas, reduciendo la capacidad total del cine a 399 asientos.
En 1989, el edificio estuvo nuevamente bajo amenaza, pero fue protegido por una lista de Grado II  y la amenaza pasó. En 1996 se inauguró una segunda pantalla con capacidad para 151 personas en la zona del escenario.
En 2004, el Coronet fue adquirido por el Templo de Kensington, una gran congregación de la iglesia pentecostal local. Sin embargo, continuó ofreciendo una programación de cine independiente convencional, sin censura ni sesgo cristiano. Fue, por ejemplo, el cine en el que la prensa informó que David Cameron había visto Brokeback Mountain en su noche de estreno.
En junio de 2014, se anunció que el Coronet había sido adquirido por el teatro marginal cercano The Print Room, que planeaba convertirlo en su nuevo hogar.

### Print Room local original
El teatro comenzó en un almacén reconvertido de la década de 1950 que había servido como taller de diseño gráfico en Westbourne Grove. El lugar tenía dos espacios: un estudio de 80 plazas, que se utilizó para sus producciones más grandes, y un espacio de 40 plazas para piezas de teatro más pequeñas, lecturas de obras de teatro y exposiciones de arte.

### Print Room se muda a nuevas instalaciones
En julio de 2014, se anunció que The Print Room se haría cargo del Coronet Cinema en Notting Hill Gate como su nuevo hogar. En mayo de 2019, Print Room at the Coronet cambió el nombre de la compañía al nombre original de 1898 The Coronet Theatre.

## Producciones
- Fabricación de Pier Paolo Pasolini (10 de noviembre - 4 de diciembre de 2010)
- Snake in the Grass de Alan Ayckbourn (9 de febrero - 12 de marzo de 2011)
- Kingdom of Earth de Tennessee Williams (28 de abril - 28 de mayo de 2011)
- "Devils Festival", un festival de dos semanas que presenta el trabajo de los aprendices artísticos del teatro: The Printer's Devils (18 de junio - 2 de julio de 2011)
- One for the Road / Victoria Station de Harold Pinter (13 de septiembre - 1 de octubre de 2011)
- Judgment Day de Mike Poulton, una nueva versión de When We Dead Awaken de Henrik Ibsen (16 de noviembre - 17 de diciembre de 2011)
- The Brodsky Quartet: Petit Fours (28 de febrero de 2012)
- Toujours Et Pres de Moi, una coproducción de Print Room / Opera Erratica (14 a 26 de mayo de 2012)
- Uncle Vanya de Anton Chekhov en una nueva versión de Mike Poulton (21 de marzo - 28 de abril y ampliada del 18 de junio al 7 de julio de 2012)
- Thom Pain (Based on Nothing) de Will Eno (15 de septiembre - 12 de enero de 2008)
- Lot and His God de Howard Barker (3 a 24 de noviembre de 2012)
- Ivy and Joan de James Hogan (14 de enero - 26 de noviembre de 2013)
- Molly Sweeney de Brian Friel (27 de abril - 27 de marzo de 2013)
- Gritando por adelantado  – un festival de dos días, que comprende cuatro nuevas obras en lecturas ensayadas interpretadas por miembros de la compañía, y Howard Barker en conversación con la compañía y el periodista Mark Brown.
- 4000 millas de Amy Herzog (14 de mayo - 1 de junio de 2013)
- Tutto Bene, mamá? de Gloria Mina en una nueva versión en inglés de April de Angelis (15 de junio - 6 de julio de 2013)
- The Summer Concerts, con Antonio Forcione y Adriano Adewale Duo, Death's Cabaret: A Love Story y L'Homme Orchestre: Jean Michel Bernard (30 de junio - 11 de julio de 2013)
- The Last Yankee de Arthur Miller (7 de septiembre - 5 de octubre de 2013)[8]
- The Dumb Waiter de Harold Pinter (27 de octubre - 23 de noviembre de 2013)
- Amygdala de Geraldine Alexander (25 de noviembre - 14 de diciembre de 2013)
- The Cocktail Party de TS Eliot (14 de septiembre - 10 de octubre de 2015)[9]
- Ubu y la Comisión de la Verdad dirigida por William Kentridge en colaboración con Handspring Puppet Company (15 de octubre de 2015 - 7 de noviembre de 2015)[10]
- Trois Ruptures / Three Splits de Remi De Vos (11 de noviembre de 2015 - 18 de noviembre de 2015)[11]
- Table of Delights de Theatre Damfino (23 de noviembre de 2015 - 13 de diciembre de 2015)[12]
- Ejercicio de cinco dedos de Peter Shaffer (18 de enero - 13 de febrero de 2016)
- Terra, escrita por Hubert Essakow e interpretada por Print Room Dance Company (23 de febrero - 12 de marzo de 2016)
- Deathwatch de Jean Genet y traducido por David Rudkin (11 de abril - 7 de mayo de 2016)
- En las profundidades del amor de Howard Barker (15 de enero - 7 de febrero de 2017)
- > de Alice Childress (14 de septiembre - 14 de octubre)

## Premios y nominaciones
- Nominado al premio Peter Brook Empty Space Award 2011
- Premio Off West End a la mejor escenógrafa 2012, por Kingdom of Earth, ganado por Ruth Sutcliffe[13]
- Premio Off West End al Mejor Diseñador de Sonido 2012, por Snake in The Grass, ganado por Neil Alexander[13]
- Premio Off West End a la Mejor Producción 2013, por Uncle Vanya[14]

## En la cultura popular
The Coronet apareció en la película de 1999 Notting Hill, como el cine donde un triste Will Thacker (Hugh Grant) ve una película con su gran amor Anna Scott (Julia Roberts) después de que se separaron. Además, es el hogar del personaje Matt Hatter en la serie animada Matt Hatter Chronicles.